# Фадеевски (остров)
„Остров“ Фадѐевски (на руски: Фаддѐевский) е бивш остров в море Лаптеви, в централната част от островите Анжу, от групата на Новосибирските острови. Административно влиза в състава на Якутия, Русия. Разположен е между полуостров Земя Бунге на остров Котелни на запад и остров Нов Сибир на изток. До началото на ХХ в. остров Фадеевски е представлявал отделна суша, отделена чрез протока Геденщром от остров Котелни. След това между двата острова се натрупва огромно количество пясъчно-глинести наслаги, които преграждат северния вход на протока Геденщром и го превръщат в залив. По този начин се образува т.нар. Земя Бунге, която свързва двата острова Котелни и Фадеавски и последния става голям източен полуостров на Котелни. Площ около 5300 km2. Максимална височина 65 m. Целият полуостров е обграден с пясъчно-глинести плитчини (боруога). Иззграден е от пясъци, алевролити и глини, пронизани от жилите на древни подземни ледове. Има много термокарстови езера и малки реки. Преобладава мъхово-лишейната растителност.
Остров Фадеевски е открит в края на ХVІІІ в. от руския търговец на ценни животински кожи Фадеев, който организира на него първо зимуване. През 1805 г. руският полярен изследовател Яков Санников вторично открива острова, извършва му първото изследване и топографско заснемане и в чест на първооткривателят му го наименува Фадеевски.

## Топографска карта
- S-53,54, М 1:1 000 000[2]
- S-55,56, М 1:1 000 000[3]